# Токаржевська-Карашевич Оксана Олександрівна
Оксана Олександрівна Токаржевська-Карашевич (Лотоцька) (14 квітня 1897, Київ — 1 січня 1950, Лондон) — українська громадська діячка, активістка українського жіночого руху у Великій Британії.

## Життєпис
Народилася 14 квітня 1897 року в Києві. У 1919—1920 рр. — працювала секретарем в Посольстві УНР в Стамбулі. У 1922 році вийшла заміж за князя Яна Токаржевського-Карашевича. У 1924 році переїхала до Франції, де дописувала на українську тематику до французьких та італійських видань та організовувала українські концерти та виставки. Активістка українських жіночих організацій, брала участь у міжнародних жіночих конгресах у Відні в 1921 році та в Парижі в 1926 році. З 1936 року проживала в Італії, де публікувала статті в «Оссерваторе Романо» на українську тематику.
У 1948 році переїхала до Лондона. Увійшла до складу ініціативного комітету зі створення Організації Українських Жінок у Великій Британії (ОУЖ) — секції Союзу Українців у Великій Британії (СУБ).
У серпні 1948 року була призначена членом першої управи Організації Українських Жінок Президією Ради Союзу Українців Британії.
У березні 1949 року переобиралася членом управи на до ОУЖ на перших звітно-виборчих зборах.

## Сім'я
- Батько — Лотоцький Олександр Гнатович (1870—1939), український дипломат, письменник
- Чоловік — князь Ян Токаржевський-Карашевич (1885—1954), український дипломат.